# Elva Hsiao
Elva Hsiao, anche conosciuta come Elva Siu (Xiāo YǎxuānT, 蕭亞軒S, 萧亚轩P; Taipei, 28 agosto 1979), è una cantante e attrice taiwanese.

## Biografia
La Hsiao parla e scrive un po' di inglese, avendo studiato all'estero al John Casablanca's College di Vancouver, Canada. Mentre era a Vancouver, ha partecipato al New Talent Singing Awards Vancouver Audition (Audizioni di Vancouver per i Premi ai Nuovi Talenti Canori) nel 1998, utilizzando il suo nome di nascita Hsiao Ya-chih (蕭雅之). Fu scelta come una delle 12 finaliste, ma non si classificò tra le prime 5. La canzone che cantò fu "Love Me A While Longer" (caratteri cinesi: 愛我久一點) di CoCo Lee.

## Discografia

### Album studio
- Elva Hsiao (album autointitolato) (蕭亞軒同名專輯 Xiao Ya Xuan Tong Ming Zhuan Ji) (1999) EMI
- Red Rose (紅薔薇 Hong Qiang Wei) (2000) EMI
- Tomorrow (明天 Ming Tian) (2001) EMI
- 4 U (4U) (2002) EMI
- Love's Theme Song, Kiss (愛的主打歌，吻 Ai De Zhu Da Ge, Wen) (2002) EMI
- In Love With Love (愛上愛 Ai Shang Ai) (2003) EMI
- Fifth Avenue (第五大道 Di Wu Da Dao) (2003) EMI
- 1087 (1087 Yi Ling Ba Qi) (2006) Warner Music
- 3-Faced Elva (3面夏娃 San Mian Xia Wa) (2008) EMI

### Collezioni e raccolte
- Beautiful Episode (美麗的插曲 Mei Li De Cha Qu) (2004) EMI
- Love Elva... Remix & More (最熟悉的...蕭亞軒 Zui Shu Xi De... Xiao Ya Xuan) (2006) EMI